# نيكولا سبيريغ
نيكولا سبيريغ هاغ، لاعبة سويسرية محترفة في السباق الثلاثي (ترياثلون)، مواليد 7 شباط (فبراير) 1982. حاصلة على الميدالية الذهبية في الألعاب الأولمبية الصيفية 2012 في ترياثلون السيدات.

## حياتها الشخصية
تعيش نيكولا في وينكل في سويسرا وتحمل شهادة في الحقوق. مارست أختها كاثرين وأخوها توماس الرياضات بأداء عالٍ قبل أن يبدءآ مهناً أكاديمية، أما والداها فهما أورسولا و سيب فهما مدرّسان. نيكولا متزوجة من لاعب الثلاثي السويسري السابق ريتو هاغ. لها ولد من مواليد 2013.

## المشاركات الدولية

### المشاركة الأولمبية
| التاريخ    | المنافسة                                         | المكان                  | المركز |
| ---------- | ------------------------------------------------ | ----------------------- | ------ |
| 2012-08-04 | ترياثلون السيدات الألعاب الأولمبية الصيفية 2012  | لندن، المملكة المتحدة   | الأول  |
| 2016-08-20 | السباق الثلاثي في الألعاب الأولمبية الصيفية 2016 | ريو دي جانيرو، البرازيل | الثاني |
| 2008-08-18 | ترياثلون السيدات الألعاب الأولمبية الصيفية 2008  | بكين، الصين             | 6      |
| 2004-08-25 | الألعاب الثلاثية في أولمبياد 2004                | أثينا، اليونان          | 19     |

### بطولة العالم

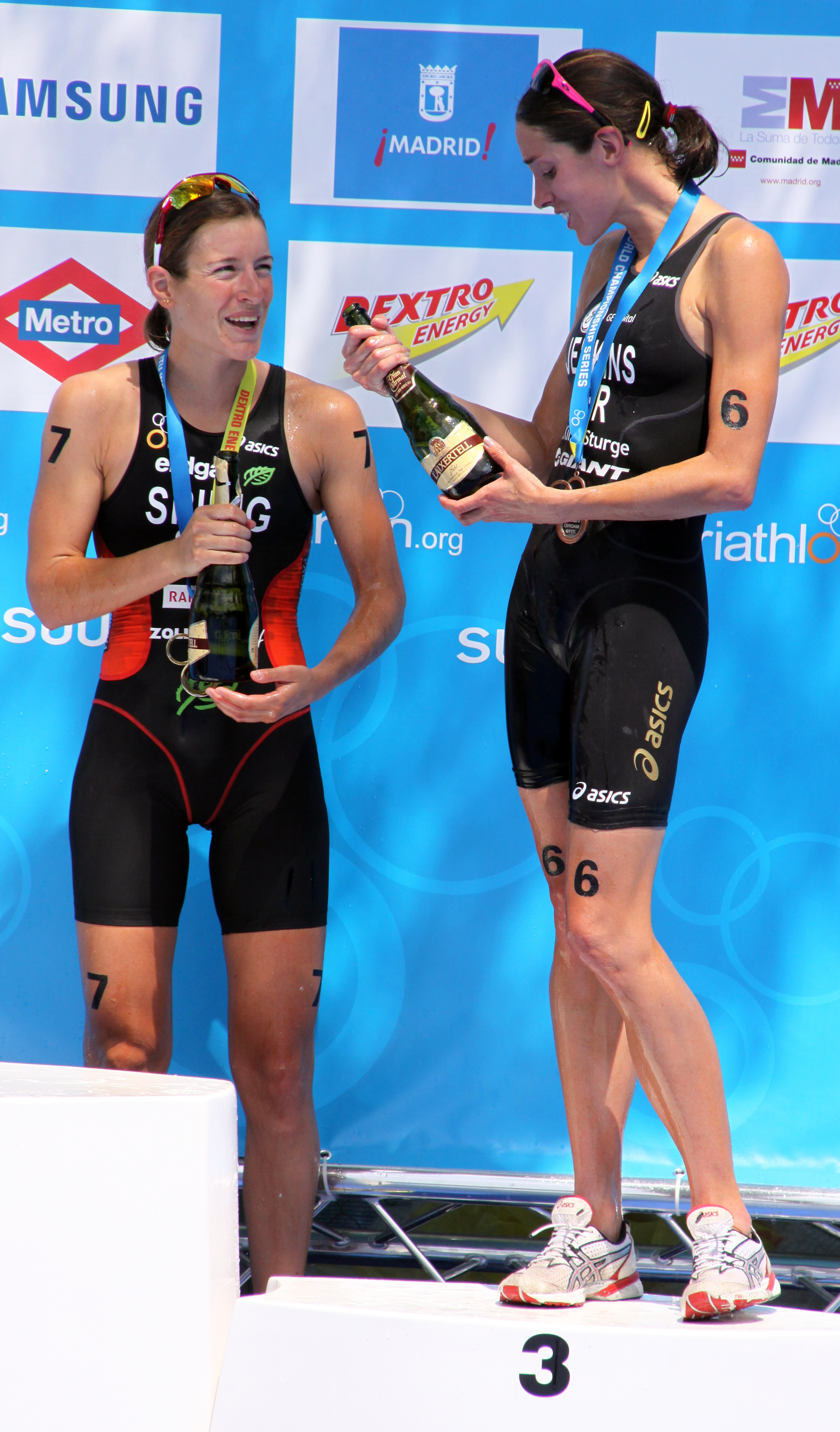
نيكولا سبيريغ وهيلين جينكينز في سلسلطة بطولات العالم ترياثلون في مدريد، 2010.

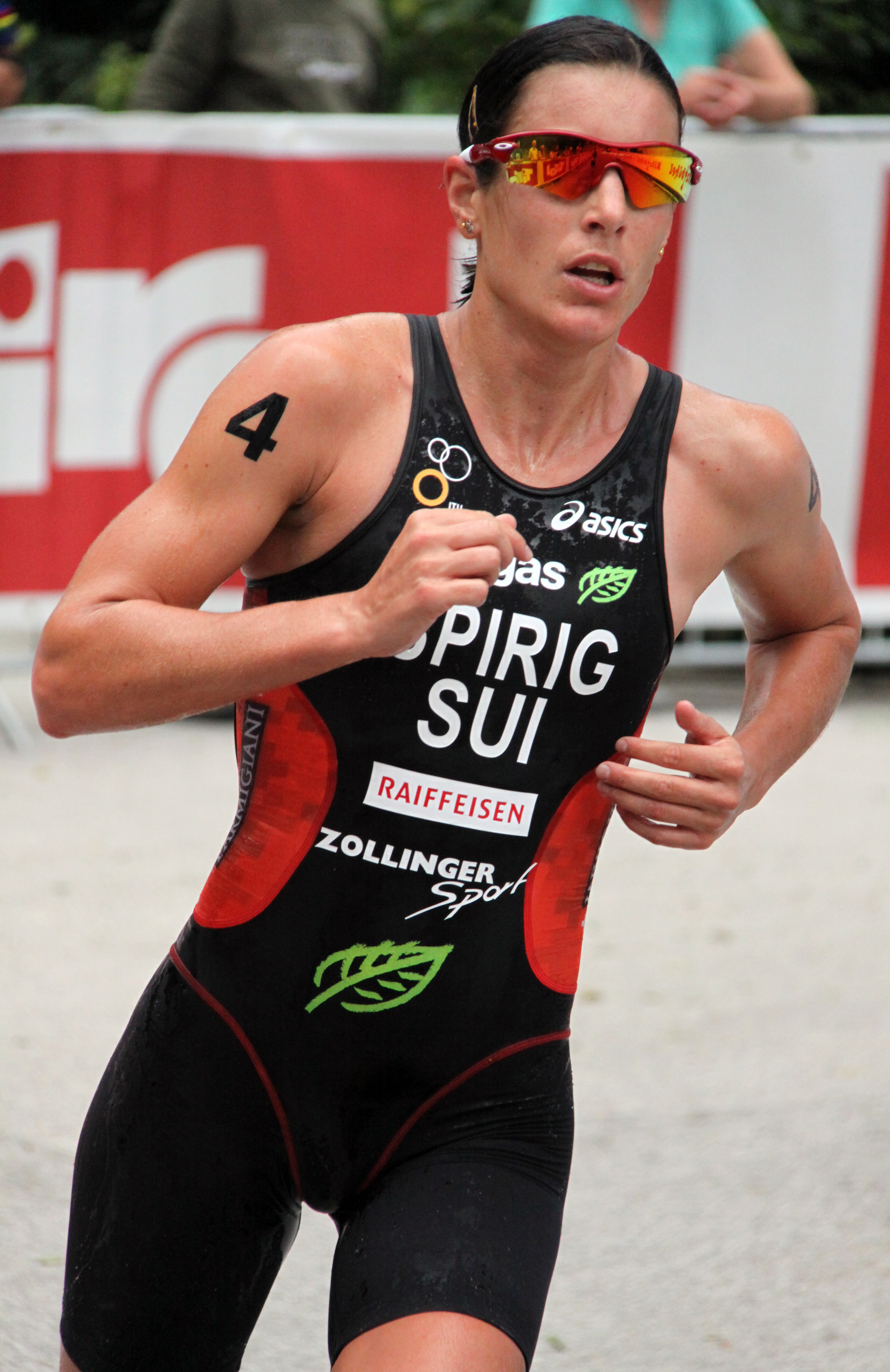
نيكولا سبيريغ في سلسلة بطولات العالم ترياثلون في كيتزبوهيل 2010.

| التاريخ    | المنافسة                            | مكان الإقامة                     | المركز |
| ---------- | ----------------------------------- | -------------------------------- | ------ |
| 2012-06-23 | بطولة العالم للترياثلون             | كتسبويل، النمسا                  | الأول  |
| 2012-05-26 | بطولة العالم للترياثلون             | مدريد، إسبانيا                   | الأول  |
| 2012-04-14 | سلسلة بطولات العالم                 | سيدني، أستراليا                  | 5      |
| 2011-08-21 | بطولة العالم (فريق)                 | لوزان، سويسرا                    | الثاني |
| 2011-08-20 | سلسلة بطولات العالم:العدو السريع    | لوزان، سويسرا                    | 16     |
| 2011-08-06 | سلسلة بطولات العالم                 | لندن، المملكة المتحدة            | 8      |
| 2011-07-16 | سلسلة بطولات العالم                 | هامبورغ، ألمانيا                 | 12     |
| 2010-09-08 | سلسلة بطولات العالم، النهائي الكبير | بودابست، المجر                   | الثالث |
| 2010-08-21 | بطولة العالم (عدو سريع)             | لوزان، سويسرا                    | 6      |
| 2010-08-14 | سلسلة بطولات العالم                 | كتسبويل، النمسا                  | 18     |
| 2010-07-24 | سلسلة بطولات العالم                 | لندن، المملكة المتحدة            | الثاني |
| 2010-06-05 | سلسلة بطولات العالم                 | مدريد، إسبانيا                   | الأول  |
| 2010-05-08 | سلسلة بطولات العالم                 | سول، كوريا الجنوبية              | 4      |
| 2009-08-22 | سلسلة بطولات العالم                 | يوكوهاما، اليابان                | 10     |
| 2009-08-15 | سلسلة بطولات العالم                 | لندن، المملكة المتحدة            | الأول  |
| 2009-07-11 | سلسلة بطولات العالم                 | كتسبويل، النمسا                  | الثاني |
| 2007-08-30 | BG بطولة العالم                     | هامبورغ، ألمانيا                 | 19     |
| 2005-09-10 | بطولة العالم (U23)                  | غاماغوري (آيتشي)، اليابان        | الثالث |
| 2004-05-09 | بطولة العالم                        | ماديرا                           | DNF    |
| 2003-12-06 | بطولة العالم                        | كوينزتاون (نيوزيلندا)، نيوزيلندا | 33     |
| 2002-11-09 | بطولة العالم (U23)                  | كانكون، المكسيك                  | الثالث |

### كأس العالم

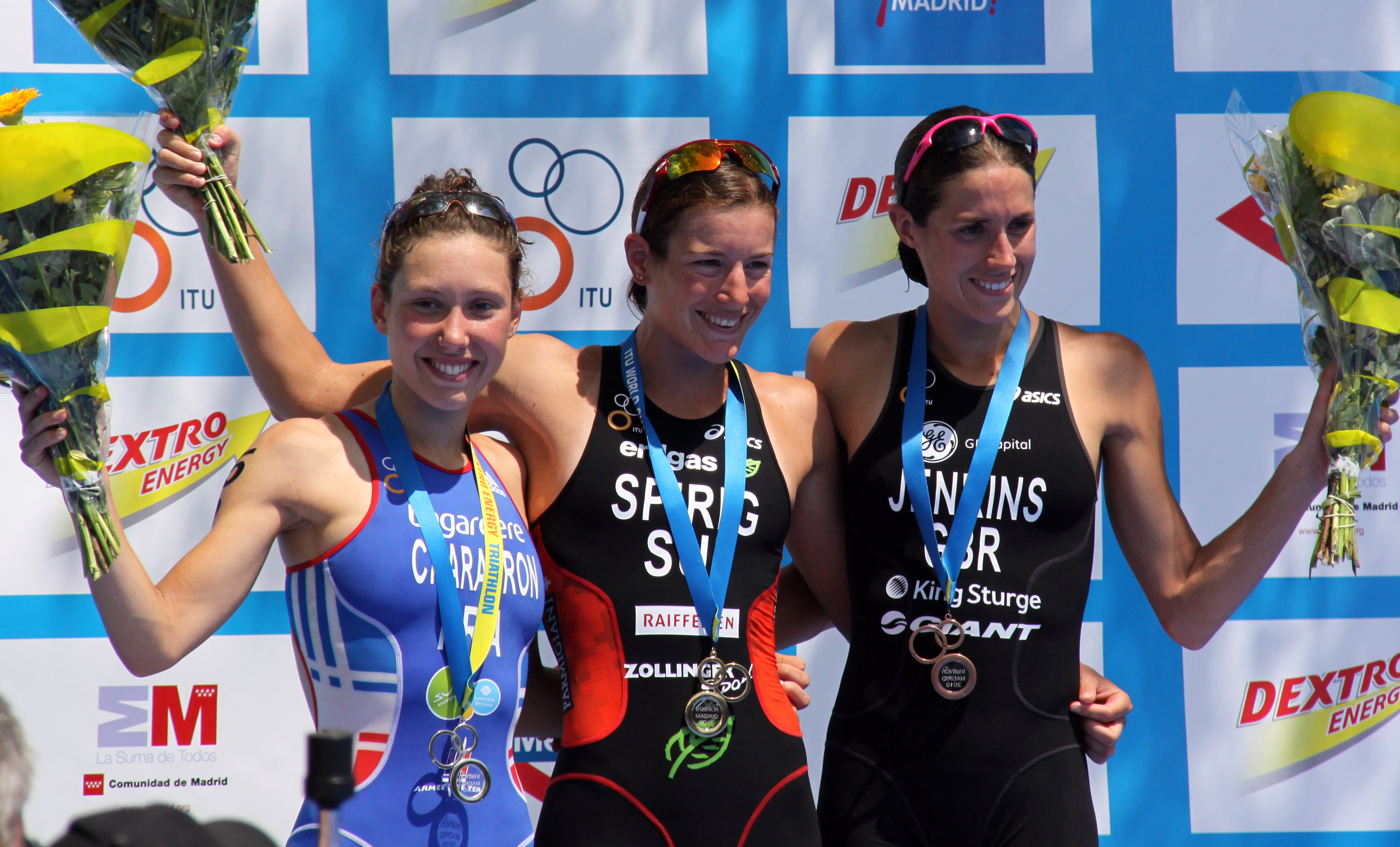
ميدالية نيكولا الذهبية مع إيمي تشاراريون وهيلين جينكينز
في سلسلة بطولات العالم في الترياثلون في مدريد، 2010.

| التاريخ    | المنافسة        | مكان الإقامة                | المركز |
| ---------- | --------------- | --------------------------- | ------ |
| 2012-03-25 | كأس العالم      | مولولابا، أستراليا          | الثاني |
| 2010-10-10 | كأس العالم      | هواتولكو، المكسيك           | الثاني |
| 2008-09-27 | BG كأس العالم   | لوريان، فرنسا               | 8      |
| 2008-07-20 | BG كأس العالم   | كتسبويل، النمسا             | الأول  |
| 2008-04-26 | BG كأس العالم   | تونغيونغ، كوريا الجنوبية    | 8      |
| 2008-04-13 | BG كأس العالم   | إشيغاكا (أوكيناوا)، اليابان | 6      |
| 2007-12-01 | BG كأس العالم   | إيلات، إسرائيل              | الأول  |
| 2007-10-07 | BG كأس العالم   | جزيرة رودس، اليونان         | 6      |
| 2007-09-15 | BG كأس العالم   | بكين، الصين                 | 7      |
| 2007-07-29 | BG كأس العالم   | سالفورد، المملكة المتحدة    | 10     |
| 2007-07-22 | BG كأس العالم   | كتسبويل، النمسا             | 6      |
| 2007-05-13 | BG كأس العالم   | ريتشاردز بيه، جنوب أفريقيا  | 5      |
| 2007-05-06 | BG كأس العالم   | لشبونة، البرتغال            | 8      |
| 2007-04-15 | BG كأس العالم   | إشيغاكا (أوكيناوا)، اليابان | 6      |
| 2007-03-25 | BG كأس العالم   | مولولابا، أستراليا          | 17     |
| 2006-11-12 | BG كأس العالم   | نيوبلايموث، نيوزيلندا       | 12     |
| 2006-11-05 | BG كأس العالم   | كانكون، المكسيك             | 17     |
| 2006-07-23 | BG كأس العالم   | كورنر بروك، كندا            | DNS    |
| 2006-06-11 | BG كأس العالم   | ريتشاردز بيه، جنوب أفريقيا  | 8      |
| 2006-06-04 | BG كأس العالم   | مدريد، إسبانيا              | 17     |
| 2005-09-17 | OSIM كأس العالم | بكين، الصين                 | 32     |
| 2005-08-06 | كأس العالم      | هامبورغ، ألمانيا            | DNF    |
| 2005-07-31 | كأس العالم      | سالفورد، المملكة المتحدة    | 12     |
| 2005-06-05 | كأس العالم      | مدريد، إسبانيا              | 11     |
| 2004-07-25 | كأس العالم      | سالفورد، المملكة المتحدة    | 13     |
| 2004-04-25 | كأس العالم      | مازاتلان، المكسيك           | 11     |
| 2004-04-11 | كأس العالم      | إشيغاكا (أوكيناوا)، اليابان | 14     |
| 2003-10-25 | كأس العالم      | أثينا، اليونان              | 24     |
| 2003-10-19 | كأس العالم      | ماديرا                      | 17     |
| 2003-09-21 | كأس العالم      | مدريد، إسبانيا              | DNF    |
| 2003-09-06 | كأس العالم      | هامبورغ، ألمانيا            | 15     |
| 2003-07-20 | كأس العالم      | كورنر بروك، كندا            | 11     |
| 2003-07-13 | كأس العالم      | إدمونتون، كندا              | 19     |
| 2003-06-07 | كأس العالم      | تونغيوونغ، كوريا الجنوبية   | 26     |
| 2002-10-13 | كأس العالم      | ماديرا                      | 20     |
| 2002-09-21 | كأس العالم      | نيس، فرنسا                  | 21     |
| 2002-08-31 | كأس العالم      | لوزان، سويسرا               | 15     |
| 2002-07-21 | كأس العالم      | كورنر بروك، كندا            | 9      |
| 2001-08-25 | كأس العالم      | لوزان، سويسرا               | 9      |

### أبطال أوروبا
| التاريخ    | المنافسة           | مكان الإقامة         | المركز |
| ---------- | ------------------ | -------------------- | ------ |
| 2012-04-20 | أبطال أوروبا       | إيلات، إسرائيل       | الأول  |
| 2010-07-03 | أبطال أوروبا       | أثلون، جزيرة أيرلندا | الأول  |
| 2009-07-02 | أبطال أوروبا       | هولتين، هولندا       | الأول  |
| 2008-05-10 | أبطال أوروبا       | لشبونة، البرتغال     | 4      |
| 2007-06-29 | أبطال أوروبا       | كوبنهاغن، الدنمارك   | الثالث |
| 2006-06-23 | أبطال أوروبا       | أوتون، فرنسا         | 13     |
| 2005-08-20 | أبطال أوروبا       | لوزان، سويسرا        | 12     |
| 2005-07-17 | أبطال أوروبا (U23) | صوفيا، بلغاريا       | الثاني |
| 2004-04-18 | أبطال أوروبا       | بلنسية، إسبانيا      | 14     |
| 2003-06-21 | أبطال أوروبا       | كارلوفي فاري، التشيك | 12     |
| 2002-07-06 | أبطال أوروبا       | غيور (مدينة)، المجر  | 14     |

### الألعاب الأوروبية
| التاريخ    | المنافسة               | مكان الإقامة   | المركز |
| ---------- | ---------------------- | -------------- | ------ |
| 2015-06-13 | الألعاب الأوروبية 2015 | باكو، أذربيجان | الأول  |

### كأس أوروبا
| التاريخ    | المنافسة   | مكان الإقامة  | المركز |
| ---------- | ---------- | ------------- | ------ |
| 2007-08-19 | كأس أوروبا | جنيف، سويسرا  | الثاني |
| 2002-06-08 | كأس أوروبا | بلغراد، صربيا | الثالث |

## تكريمات
- 2012 شخصية العام الرياضية السويسرية

## وصلات خارجية
- نيكولا سبيريغ على موقع الاتحاد الدولي لألعاب القوى (الإنجليزية)
- نيكولا سبيريغ على موقع اتحاد الترياتلون الدولي (الإنجليزية)
- نيكولا سبيريغ على موقع IAT Triathlon Database (الإنجليزية)
- نيكولا سبيريغ على موقع رابطة إحصائيات سباق الطريق (الإنجليزية)
- نيكولا سبيريغ على موقع أوليمبيديا (الإنجليزية)
- الموقع الرسمي
- الملف الشخصي في موقع triathlon.org
- ملف أرشيفي في triathlon.org